# Río Alchoza
El río Alchoza, se ubica en el noreste de la provincia de Teruel, nacido en el pueblo de La Mata de los Olmos a la altitud de 1002 metros sobre el nivel del mar. Pasa por La Mata de los Olmos, Los Olmos, Alcorisa y desemboca en el Guadalopillo. El río tiene un caudal irregular.

## Relieve
Nace a 1002 metros de altitud en una montaña del término municipal de La Mata de los Olmos y desemboca en el Guadalopillo a unos 500 metros de altitud